# Alfredo de la Iglesia
Eugenio Alfredo de la Iglesia Santos (La Coruña, 18 de octubre de 1861- La Coruña, 17 de mayo de 1933) fue un profesor y escritor español.

## Trayectoria

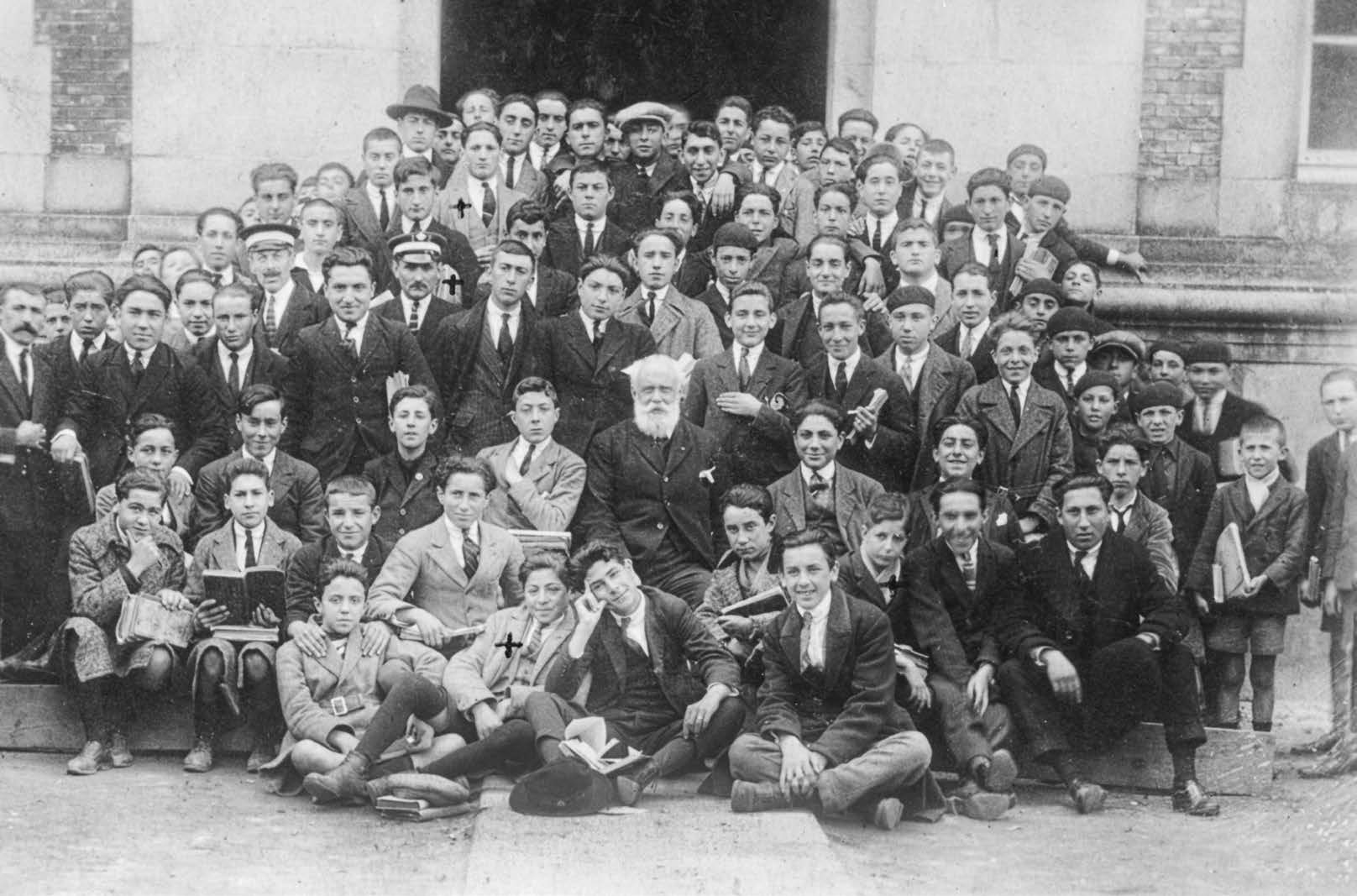
Alumnos del instituto de Pontevedra con el profesor Alfredo de la Iglesia, 1922.

Hijo de Francisco María de la Iglesia. Cursó el Bachillerato en el Instituto de La Coruña, y obtuvo el título de maestro de instrucción primaria en ese instituto. Ejerció de maestro en la escuela de su padre de 1879 a 1886. A partir de ese año fue director de un colegio de Ferrol adscrito al Instituto de La Coruña. 
Licenciado en Filosofía y Letras por la Universidad Central de Madrid (1900), en 1917 fue nombrado catedrático de Lengua y Literatura castellana en el Instituto de Las Palmas de Gran Canaria y después del Instituto de Pontevedra, donde se jubiló en 1931.
Escribió en 1919 un manual escolar (considerado el primero manual escolar sobre Literatura gallega) titulado Resumen de la Historia de la literatura gallega, que no llegó a publicar.

## Obras
- Compendio de lexicologia francesa acomodado á un programa para examen de primer año, 1905, Ferrol.[3]
- Gramática de la lengua española, 1917, Ferrol, Imp. y Est. de El Correo Gallego.
- Resumen de Historia de la Literatura Gallega, inédito.